# Dadra e Nagar Haveli e Daman e Diu
Dadra e Nagar Haveli e Daman e Diu è una divisione amministrativa dell'India. È nata in seguito all'unione dei precedenti territori di Dadra e Nagar Haveli e di Daman e Diu, avvenuta il 26 gennaio 2020.

## Storia
Daman e Diu sono state sotto amministrazione portoghese dal 1500 fino all'annessione di Goa da parte dell'India il 19 dicembre 1961. Dadra e Nagar Haveli furono sotto amministrazione portoghese dal 1818 fino a quando vennero annesse all'India dall'esercito indiano nel 1954 e poi formalmente annesse l'11 agosto 1961. Il Portogallo riconobbe ufficialmente la sovranità dell'India sulla regione soltanto nel 1974 a seguito della Rivoluzione dei garofani.
Dadra e Haveli vennero amministrate de facto come uno stato, prima di divenire un'unione territoriale nel 1961. Daman e Diu erano amministrate come parte dell'unione territoriale di Goa, Daman e Diu tra il 1962 e il 1987, divenendo un'unione separata quando Goa acquisì l'entità di stato.
Nel luglio 2019, il governo indiano ha proposto di fondere i due territori in un unico territorio al fine di ridurre la duplicazione dei servizi e ridurre i costi di amministrazione. La decisione avvenne con il disegno di legge Dadra e Nagar Haveli e Daman e Diu (fusione dei territori dell'Unione), presentato al parlamento indiano il 26 novembre 2019 e approvato dal presidente dell'India il 9 dicembre 2019. I due territori avevano precedentemente condiviso un amministratore comune e comuni funzionari governativi. La città di Daman è stata scelta per essere la capitale del nuovo territorio dell'unione combinata. Il giorno stabilito per l'entrata in vigore dell'atto è stato notificato il 26 gennaio 2020 dal governo indiano.